# Jacobs Douwe Egberts
Jacobs Douwe Egberts (JDE), dříve D.E Master Blenders 1753, předtím Douwe Egberts (plným jménem Douwe Egberts Koninklijke Tabaksfabriek-Koffiebranderijen-Theehandel Naamloze Vennootschap), je v roce 1753 založená nizozemská společnost, zabývající se produkcí a obchodem s kávou a čajem. V Nizozemsku je vedoucí značkou. Do roku 1998 se zabývala i obchodem s tabákem, který na trh uváděla pod značkou Drum. Káva dodávaná společností nese značku Douwe Egberts.

## Historie
Společnost založil v nizozemském městě Joure Egbert Douwe v roce 1753 s názvem De Witte OS jako obchod s potravinami, který se však později změnil na společnost zabývající se kávou, čajem a tabákem. V roce 1925 firma změnila svůj název na Douwe Egberts a bylo zavedeno nové logo. Roku 1954 firma uvedla na nizozemský trh první instantní kávu. Roku 1967 byla natočena první televizní reklama na tuto značku. Od roku 2015 je součástí mezinárodního koncernu Mondelēz International.